# Châtillon-sur-Oise
Châtillon-sur-Oise település Franciaországban, Aisne megyében. Lakosainak száma 125 fő (2022. január 1.). Châtillon-sur-Oise Mézières-sur-Oise, Ribemont, Séry-lès-Mézières és Sissy községekkel határos.

## Népesség
A település népességének változása:
| Lakosok száma | 181  | 121  | 128  | 135  | 126  | 128  | 127  | 126  | 124  | 125  |
|               | 1968 | 1982 | 1999 | 2006 | 2011 | 2015 | 2017 | 2018 | 2020 | 2022 |